# Martigny-Combe
Martigny-Combe es una comuna suiza del cantón del Valais, situada en el distrito de Martigny. Limita al noroeste con la comuna de Salvan, al noreste con Martigny, al sureste con Bovernier, al sur con Orsières, y al oeste con Trient.